# Nacionalismo tibetano

Bandera del Tíbet.

El Nacionalismo tibetano es una posición que busca la independencia del país ocupado del Tíbet de China. Además de que la región goce de plena autonomía, los nacionalistas desde la década de los años 1950 han buscado la forma de soberanía de la región. Desde la invasión de China al Tíbet en 1950, se han desatado conflictos principalmente, lo más controvertido, el enfrentamiento entre monjes budistas y militares chinos.
Para referirse al Tíbet es necesario comprender el tipo de nacionalismo que se manifiesta y consecuentemente, es identificar el propósito nacional. Sería posible fechar el nacionalismo tibetano en el marco de la invasión china en 1950. En aquella época se ejecutó la operación Liberación del Tíbet por parte del ejército de la República Popular de China, para poner un fin al supuesto régimen de opresión feudal de los propietarios siervos, dirigidos por los monjes-abades. Desde entonces, el nacionalismo tibetano ha oscilado entre la independencia y la autonomía. Es decir, es un nacionalismo político. Por un lado, fundamenta su aspiración separatista a través de la evidencia inequívoca de la independencia del Tíbet desde hacía un siglo atrás. Destaca el establecimiento de un gobierno soberano, moneda propia, sistema postal, leyes y costumbres, además, relaciones diplomáticas con Reino Unido, Estados Unidos, Francia, India, Nepal y Birmania.
Por otra parte, la aspiración autónoma emerge con la política china de modificar el estatus tibetano ofrecido en el Acuerdo de los 17 Puntos (mayo de 1951), que alcanza un clímax con la represión desde 1959. Junto con una continua política cultural, económica, educativa y social que pretende la asimilación tibetana a China.
Además que China también ha generado problemas el dalái lama Tenzin Gyatso, que en 1989 recibió el Premio Nobel de la Paz. Por este hecho adquirió mayor notoriedad mundial. Fue sujeto de varias películas filmadas en Hollywood, como Siete años en el Tibet, Kundun, y numerosos documentales y programas de televisión.
En 1991 el grupo Español Mecano hizo una canción inspirada por un viaje realizado por Nacho Cano integrante del grupo titulada "Dalai Lama", a Nepal... Como él mismo lo comenta en algunas de las entrevistas que se le han hecho; y el tema en sí nos habla sobre la historia del líder espiritual del pueblo tibetano, el dalái lama y de la invasión del Tíbet por parte de China.
El 17 de octubre de 2007 el Congreso de los Estados Unidos le otorgó la Medalla de oro del congreso de los Estados Unidos, con la protesta del Gobierno de China.
En el 2008, el presidente de Costa Rica, Óscar Arias, prohibió el ingreso al país al Dalái lama para evitar afectar las relaciones diplomáticas con China[cita requerida].
En el 2009 el Dalái lama por invitación del gobierno de Taiwán visitó esa isla, mayormente budista, que es reclamada por China como parte inalienable de su territorio, para orar por las víctimas de los recientes huracanes, lo cual originó la protesta del gobierno chino que lo consideró una provocación. El Dalái lama aseguró que su labor era puramente humanitaria y religiosa.
En 2010 el Dalái lama es recibido en la Casa Blanca por el entonces presidente de los Estados Unidos Barack Obama, lo que provocó el malestar con China, a pesar de que el presidente no lo recibió en el despacho donde suele recibir a las figuras de la política.
Además el gobierno chino acusó al Dalái lama, de ser uno de los que genera el separatismo. También los Juegos Olímpicos de Beijing 2008 se vio amenazada, mientras se realizaba el viaje de la antorcha olímpica esta se vio interrumpida en otras ciudades de otros países como sucedió en París donde los residentes chinos protestaron contra el gobierno de su país. Además que en China los conflictos retornaron nuevamente como el la década de los años 50, donde se generó la violencia y enfrentamiento. El presidente francés Nicolas Sarkozy, pidió al gobierno chino que haga detener la violencia. La amenaza era provocar un boicot a los juegos de Beijing, lo cual fue una especulación.
En el 2012 los parlamentarios japoneses presentaron una resolución que urgía a China a detener la represión en Tíbet motivada por la visita del líder tibetano el Kalon Tripa al Parlmento japonés y su reunión con distintos parlamentarios, líderes religiosos y ex primeros ministros